# Seznam osebnosti iz Občine Radlje ob Dravi
Seznam osebnosti iz Občine Radlje ob Dravi vsebuje osebe, ki so se tu rodile, delovale ali umrle.
Občina Radlje ob Dravi zajema štiri krajevne skupnosti: krajevno skupnost Radlje ob Dravi, krajevno skupnost Sv. Anton na Pohorju, krajevno skupnost Vuhred in krajevno skupnost Remšnik. Največja je krajevna skupnost Radlje ob Dravi, ki zajema osem naselij: Radlje ob Dravi, Dobrava, Spodnja Vižinga, Sveti Trije Kralji, Št. Janž pri Radljah, Vas, Zgornja Vižinga in Zgornji Kozji Vrh. Druga največja krajevna skupnost Občine Radlje ob Dravi je krajevna skupnost Vuhred, ki zajema dva kraja: Vuhred in Spodnja Orlica.

## Politika
- Miloš Štibler (1882, Fala – 1969, Vuzenica), zadružnik, publicist, sodeloval pri ustanovitvi hranilnice v Vuhredu
- Jože Lacko (1894, Kicar – 1942, Ptuj), politični aktivist, narodni heroj, po njem je imenovana ulica v Radljah ob Dravi
- Josip Mravljak (1892, Vuzenica – 1953, Vuzenica), zgodovinar, učitelj, politik, vuzeniški župan
- Vili Rezman (1954, Ruše – ), politik, filozof, sociolog
- Zoran Kus (1955, Radlje ob Dravi – ), politik, sociolog, geograf
- Anton Grizold (1956, Radlje ob Dravi – ), obramboslovec, nekdanji minister za obrambo
- Alenka Helbl (1965 – ), slovenska političarka, poslanka
- Alan Bukovnik (1970, Slovenj Gradec – ), politik, župan Občine Radlje ob Dravi
- Jernej Pikalo (1975, Slovenj Gradec – ), slovenski politik in univerzitetni profesor

## Religija
- Pavel Wutschnig (1659, Radlje ob Dravi – 1718, Gradec), teolog, duhovnik, redovnik
- Jurij Verdinek (1770, Ribnica na Pohorju – 1836, Stari trg, Slovenj Gradec), duhovnik, nabožni pisec, služboval kot planinski pastir pri Sv. Antonu na Pohorju
- Jožef Hašnik (1811, Trbonje, Občina Dravograd – 1883, Šentjur), duhovnik, narodni buditelj, pesnik, publicist
- Tomaž Mraz (1826, Šentvid pri Grobelnem – 1916, Gradec), duhovnik, katehetski pisec, v Radljah ob Dravi je služboval kot kurat
- Jakob Meško (1824, Savci – 1900, Juršinci), duhovnik, narodni buditelj
- Franc Šrol (1829, Lovrenc v Slovenskih goricah – 1885, Ljutomer), duhovnik, nabožni pesnik, pedagoški pisec, v Radljah ob Dravi je služboval kot kaplan
- Matija Wurzer (1832, Ivanjševci ob Ščavnici – 1921, Ruše), duhovnik, lokalni zgodovinar, na Remšniku je služboval kot kaplan
- Anton Korošec (1872, Biserjane – 1940, Beograd), teolog, politik, v Radljah ob Dravi je služboval kot kaplan
- Matko Krevh (1890, Stari trg – 1938, Sv. Anton na Pohorju), duhovnik, pesnik, pisatelj
- Zdravko Valentin Kordež (1908, Prevalje – 1983, Vuzenica), duhovnik, kulturni delavec
- Ivan Škafar (1912, Beltinci – 1983, Radlje ob Dravi), duhovnik, zgodovinar

## Kultura in umetnost
- Ivan Vrban (1841, Vuhred – 1864, Vuhred), pisatelj, prevajalec
- Fran Končan (1855, Ljubljana – 1879, Ljubljana), pisatelj, v Sv. Antonu na Pohorju je služboval kot učitelj
- Peter Miklavec (1859, Zgornja Orlica – 1918, Zgornja Orlica), prevajalec, nekaj časa je živel v Vuhredu
- Franjo Golob (1913, Prevalje – 1941, Domžale), akademski slikar, akademski grafik, pesnik
- Karel Pečko (1920, Vuhred – 2016, Slovenj Gradec), akademski slikar, likovni pedagog, kulturni organizator, umetnik, galerist
- Janko Dolenc (1921, Mozirje – 1999, Slovenj Gradec), slikar, grafik, kipar, kulturni delavec
- Leopold Suhodolčan (1928, Žiri – 1980, Golnik), pisatelj, v Radljah ob Dravi je služboval kot učitelj
- Rafko Irgolič (1933, Radlje ob Dravi – ), glasbenik
- Anton Repnik (1935, Sv. Vid pri Vuzenici – 2020, Slovenj Gradec), ljubiteljski slikar, ilustrator
- Ludvik Jerčič (1938, Muta – ), publicist, družbenopolitični delavec, ekonomist, kulturni organizator, športni organizator
- Andrej Grošelj (1941, Leše pri Prevaljah – 2011, Dobja vas), akademski kipar, profesor likovne umetnosti
- Janko Lorenci (1943, Radlje ob Dravi – ), pisatelj, urednik
- Vida Slivniker Balantič (1945, Radlje ob Dravi – ), akademska slikarka, likovna pedagoginja
- Stojan Brezočnik (1954, Slovenj Gradec – ), likovni pedagog, likovni ustvarjalec
- Zoran Ogrinc (1956, Maribor – ), akademski slikar, profesor likovne umetnosti
- Matjaž Motaln (1961, Ljubljana – ), fotograf
- Bojan Glavina (1961, Postojna – ), skladatelj, klavirski pedagog, pianost, prejemnik nagrade za izjemne pedagoške, strokovne in umetniške dosežke »Osebnost Koroškega klavirskega tekmovanja« (Glasbena šola Radlje ob Dravi, 2011)
- Daniel Tement (1969, Ptuj – ), glasbenik, fizik, računalničar, visokošolski učitelj, v Radljah ob Dravi je vodil Mestni pihalni orkester
- Peter Hergold (1966, Slovenj Gradec – ), akademski slikar, profesor likovne umetnosti
- Galina Čajka Kuhar (1971, Almati, Kazahstan – ), baletna plesalka, poučuje klasični balet na Glasbeni šoli Radlje ob Dravi
- Jelka Pšajd (1973, Kranj – ), etnologinja, muzejska svetovalka, na Koroškem deluje kot zunanja sodelavka Zavoda za gozdove Slovenije, enota Radlje ob Dravi
- Sašo Vollmaier (1982 – ), pianist, skladatelj, učitelj glasbe
- Lucija Mlinarič (1991 – ), pesnica, vitezinja poezije 2013

## Znanost in šolstvo
- Josip Mravljak (1892, Vuzenica – 1953, Vuzenica), zgodovinar, učitelj, politik
- Franjo Radšel (1899, Pameče – 1987, Maribor), zdravnik, pulmolog
- Stane Terčak (1905, Radmirje – 1976, Maribor), zgodovinar, v Radljah ob Dravi je služboval kot učitelj
- Srečko Logar (1909, Idrija – 1988, Idrija), učitelj, javni delavec, publicist, v Radljah ob Dravi je služboval kot učitelj
- Janko Kavčič (1909, Remšnik – 1990, Beograd), pedagog, univerzitetni profesor in publicist
- Miljutin Arko (1910, Ig pri Ljubljani – 1991, Zgornja Polskava), učitelj, knjižničar, ljubiteljski etnolog

## Gradbeništvo in arhitektura
- Anton Stergaršek (1901, Šavna Peč – 1973, Maribor), gradbeni projektant, izdelal projekt, po katerem je bila zgrajena hidroelektrarna v Vuhredu
- Aleksander Dev (1903, Lukovica – 1967, Maribor), arhitekt, projektiral stanovanjsko naselje ob elektrarni Vuhred
- Marko Breznik (1920, Ljubljana – 2020, Ljubljana), gradbenik, geolog, hidrotehnik, izdelal geološko poročilo za hidroelektrarno Vuhred
- Oton Jugovec (1921, Radlje ob Dravi – 1987), arhitekt, oblikovalec

## Šport
- Drago Grubelnik (1976, Radlje ob Dravi – 2015, Sölden, Avstrija), alpski smučar
- Robert Koren (1980, Radlje ob Dravi – ), nogometaš
- Žan Karničnik (1994, Slovenj Gradec – ), nogometaš

## Mediji
- Slavko Bobovnik (1954 – ), novinar, televizijski voditelj, kot radijski voditelj je delal na Radiu Radlje

## Drugo
- Franjo Sgerm (1911, Zgornja Orlica – 2001), gozdarski strokovnjak